# Xã Conemaugh, Quận Indiana, Pennsylvania
Xã Conemaugh (tiếng Anh: Conemaugh Township) là một xã thuộc quận Indiana, tiểu bang Pennsylvania, Hoa Kỳ. Năm 2010, dân số của xã này là 2.294 người.